# WOWOW
WOWOW és la primera estació privada de transmissió per satèl·lit i és la primera estació de televisió pagada en Japó. Començà amb transmissió analògica l'1 d'abril de 1991. L'emissió via senyal digital va començar l'1 de desembre de 2000. La xarxa va començar amb 207,753 subscriptors (31.5 mil milions de iens en vendes) i cresqué a 2,667,414 dos anys després (64.5 mil milions de iens en vendes).
WOWOW generalment retransmet pel·lícules, però també és conegut per presentar sèries d'animes originals com Crest of the Stars, Full Metall Panic!, The Big O, Devil May Cry (anime) i Anime Complex.
El nom del canal és un doble "Wow", i les tres W també signifiquen para "World-Wide-Watching".
WOWOW és l'estació del Japó on es transmeten al Japó sèries americanes com Els Simpson, Friends o Grey's Anatomy. També s'emet la sèrie mexicana El Chavo del Ocho.